# Kamov Ka-27
Kamov Ka-27 (NATO naziv: Helix) je vojni helikopter koji je razvijen za potrebe Ruske mornarice. Danas ga koriste: Rusija, Ukrajina, Vijetnam, Južna Koreja, Portugal, Kina i Indija.
Razvijen je za transport i protu-podmorničku borbu.Rad na dizajnu je započeo 1970. a prvi prototip poletio je 1974. Dizajniran je da zamjeni već stari Kamov Ka-25, ali zbog sličnih zahtjeva, međusobno su dosta slični.
Kao i ostali Kamov helikopteri, Ka-27 ima dva glavna rotora koja se okreću u međusobno suprotnim smjerovima te tako eliminira potrebu za stražnjim rotorom.
Tako se i štedi prostor u skučenim brodskim hangarima.

## Inačice
- Ka-28 - Izvozna inačica
- Ka-29 - Vojni transport. 16 vojnika.
- Ka-31 - Izviđanje
- Ka-32 - Transporter

## Korisnici
- Alžir: ima 3 Ka-32T
- Kina
- Indija
- Indonezija: planira kupiti Ka-32 za civilne svrhe.
- Portugal: Ka-32 za civilne svrhe; uglavnom protu požarna borba.
- Rusija
- Južna Koreja
- Ukrajina
- Vijetnam
- SFRJ
- Kanada
- Švicarska
- Španjolska

## Tehničke karakteristike (Ka-27PL)
Izvori podataka: 
Osnovne karakteristike
- posada: 3 + 16
- dužina: 11,3 m
- visina: 5,4 m

Letne karakteristike
- najveća brzina: 230 km/h
- dolet: 800 km
- brzina penjanja: 750 m/min
- najveća visina leta: 5.000 m
- motor: 2 x Klimov (Isotov) TV3-117V

Naoružanje
- naoružanje: 2 x torpeda i dubinske bombe